# Jay Beckenstein

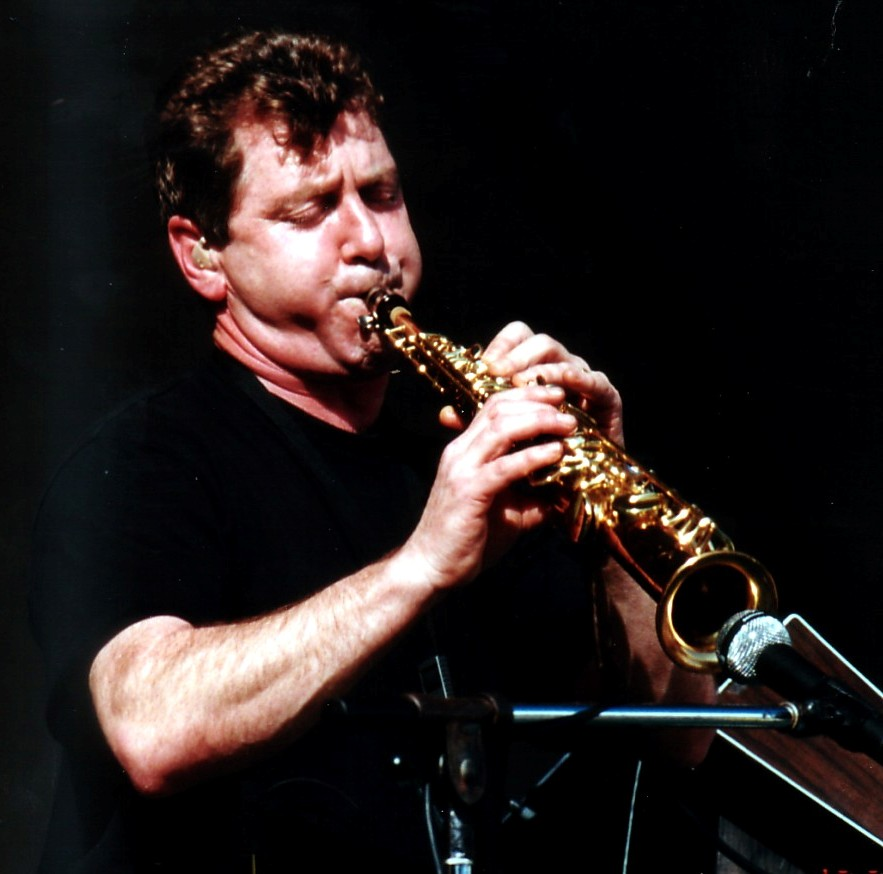
Jay Beckenstein

Jay Beckenstein (* 14. Mai 1951 in New York) ist ein US-amerikanischer Fusion-Saxophonist (Sopran- und Altsaxophon).
Beckenstein wuchs in einer musikalischen Familie auf; seine Mutter war Opernsängerin, der Vater ein Jazzfan. Ab dem siebten Lebensjahr spielte er Saxophon. Nach dem Highschool-Abschluss ging er mit seinem Freund Jeremy Wall nach Buffalo, um an der State University of New York zu studieren. 1974 gründete er mit Wall die Band Spyro Gyra, in der er seitdem tätig ist. Im Jahr 2000 legte er ein Album unter eigenem Namen vor. Er arbeitete aber auch bei anderen Projekten mit, beispielsweise beim Studioalbum Images and Words der Progressive-Metal-Band Dream Theater.

## Diskographische Hinweise
- Eye Contact (2000)[1]

mit Dream Theater
- Images and Words
- Metropolis Pt. 2: Scenes from a Memory